# Soldadura per inducció
La soldadura per inducció és un tipus de soldadura que es produeix en aprofitar la calor generada per la resistència al flux del corrent elèctric induït que es té en les peces a unir. Per regular aquesta soldadura s'aconsegueix també amb pressió. Consisteix en la connexió d'una bobina als metalls que es vol unir, i pel fet que en la unió dels metalls es té una resistència major al pas del corrent induït, és en aquesta part on es genera la calor, el que amb pressió genera la unió de les dues peces. La soldadura per inducció d'alta freqüència utilitza corrents amb el rang de 200.000-500.000 A, els sistemes de soldadura per inducció normals només utilitzen freqüències entre els 400 i 450 Hz